# Overstroming in het Rhônebekken (1840)

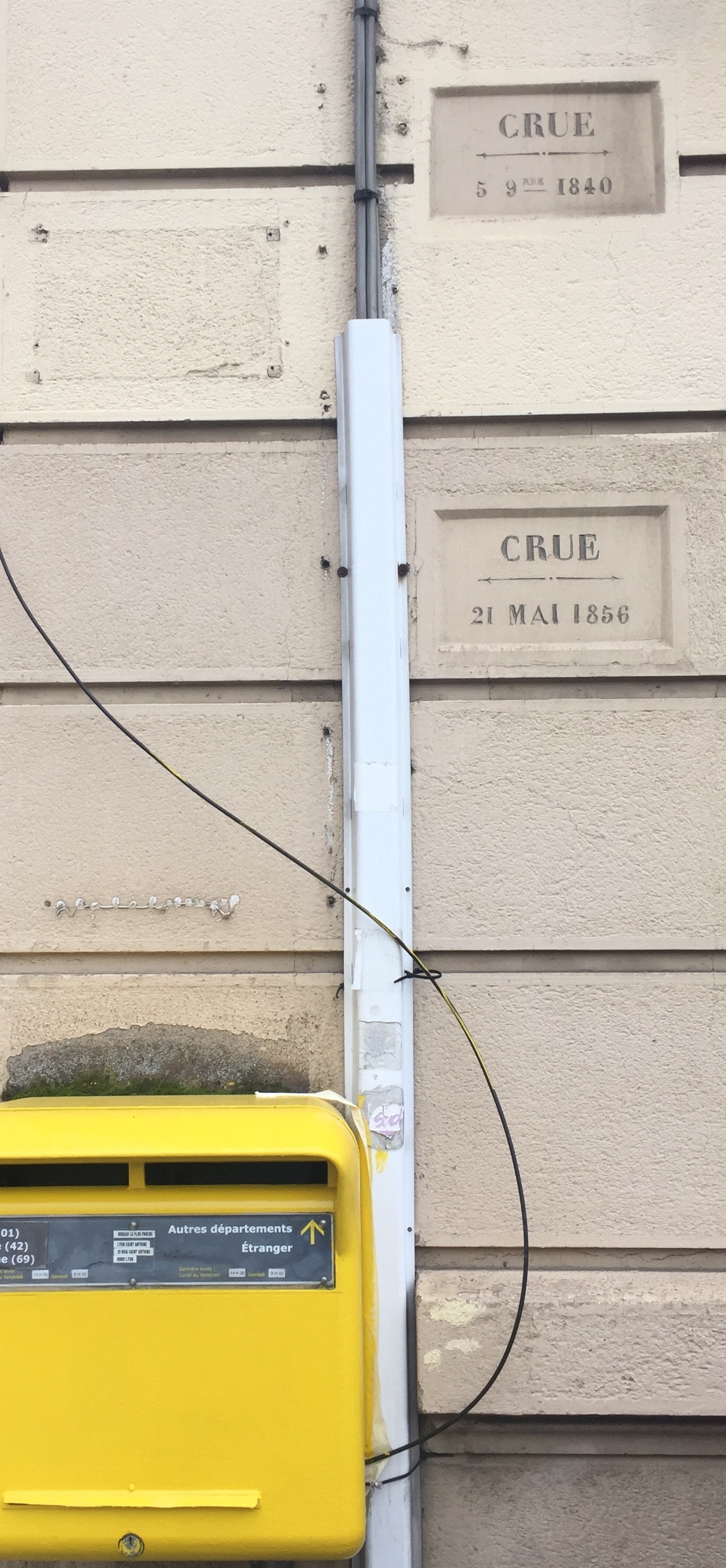
Stand van de Rhône in 1840 en 1856, aangegeven op een huis in Lyon

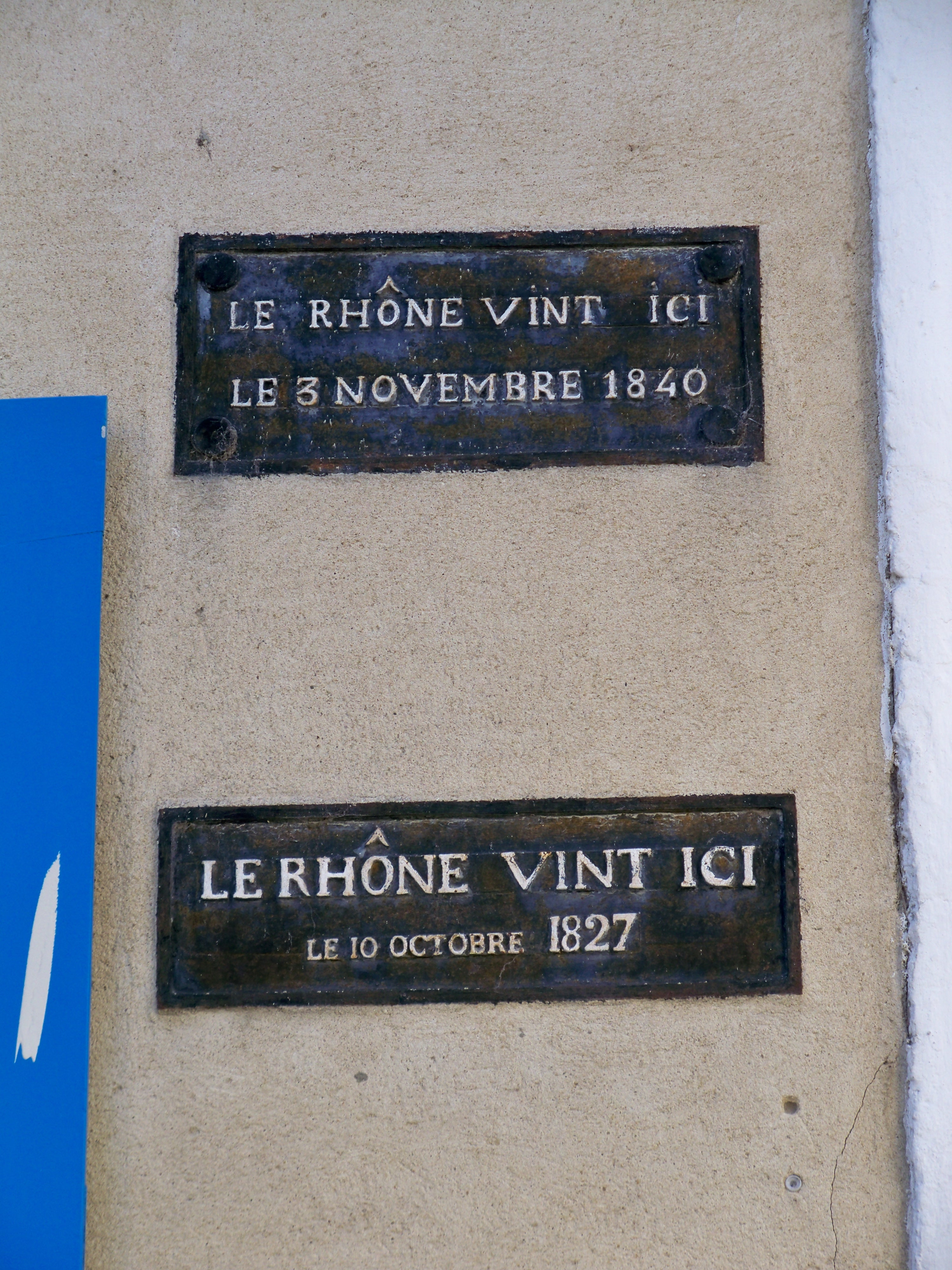
Stand van de Rhône in 1827 en 1840, aangegeven op het gemeentehuis van Caderousse (Vaucluse)

In oktober en november 1840 vonden grote overstromingen plaats in het Rhônebekken. Dit waren samen met die van mei 1856 de ergste overstromingen in het Rhônebekken van de 19e eeuw. Meer dan tweeduizend huizen werden hierbij vernield langs de Rhône en haar zijrivieren waaronder de Saône.

## Oorzaken
De zomer van 1840 was redelijk droog maar in september begon het te regenen. Hierdoor ontstond al een eerste, kleine overstroming op de Saône. Vanaf 19 oktober regende het onafgebroken en de regens werden heviger naar het einde van de maand toe. Hierdoor was de bodem volledig verzadigd. Tussen 27 en 30 oktober bracht een warme zuidenwind hevige neerslag. Door het warme weer smolt de sneeuw in de Jura.

## Overstromingen
Eind oktober traden rivieren in de bovenloop van de Saône buiten hun oevers: de Seille, Reyssouze, Veyle, Chalaronne en Azergues. Hierdoor traden ook overstromingen op in de Doubs en de Saône. De riviervlakte stroomafwaarts van Chalon-sur-Saône kwam onder water te staan.
Begin november volgden nieuwe stortbuien aan de bovenloop van de Saône waardoor de zijrivieren Azergues en Turdines overstroomden. Tussen Chalon-sur-Saône en de monding van de Saône in Lyon bereikte de rivier recordhoogtes.
In de nacht van 1 op 2 november overstroomde de Saône in Mâcon. De helft van de stad kwam onder water te staan en de gasverlichting viel uit waardoor de hele stad in het donker kwam te zitten. Twintig kilometer zuidelijker overstroomde Thoissey aan de samenloop van de Chalaronne en de Saône en 125 huizen gingen verloren.
Lyon werd zwaar getroffen. Al op 30 oktober bereikte de Rhône daar bijna het peil van de overstroming van 1812. Op 31 oktober, om 2 uur 's nachts brak de aarden dijk op de Rhône die gebouwd was in 1837. Het water overstroomde het 6e arrondissement van Lyon en deed verschillende huizen instorten. Het water bereikte een peil dat 35 cm hoger was dan bij de vorige grote overstroming van 1812. In de nacht van 3 op 4 november overstroomde ook de Saône ter hoogte van Lyon en zette de lagere straten een tot anderhalve meter onder water. Verschillende bruggen op de Saône werden beschadigd of vernield door het water. Pas op 5 november begon het waterpeil in Lyon te zakken.
Stroomafwaarts van Lyon waren er overstromingen langs beide oevers van de Rhône. In Givors overstroomden de Rhône en de Giers en zetten de lagere delen van de stad tot een meter onder water. Dertig huizen stortten in, de oevers van het kanaal werden beschadigd en fabrieken werden onklaar gemaakt.
In Vienne overstroomde de Gère. Ook Tain, Valence en Avignon kenden overstromingen. In die laatste stad was de overstroming op 29 oktober begonnen, nadat de Rhône twee dagen eerder nog op een laag peil stond na een lange periode van droogte. Het waterpeil bleef stijgen om op 2 november een recordhoogte te bereiken, hoger dan die van de overstroming van 1755.
Stroomafwaarts liep het landbouwgebied rond de samenvloeiing van de Durance en de Rhône volledig onder water. Tarascon en Beaucaire stonden volledig onder water. 

## Cijfers
Op 3 november 1840 had de Rhône een debiet van 5.500 m³/s in Givors, 9.500 m³/s in Le Teil en 13.000 m³/s in Beaucaire. Ook de Durance had een recorddebiet van 3.000 m³/s ter hoogte van Pont-Mirabeau. Deze waarden werden enkel benaderd of overtroffen in 1856. Voor de Saône blijft de overstroming van 1840 de grootste in de bekende geschiedenis. Voor de Rhône zijn dit stroomopwaarts van Lyon de overstromingen van 1927, 1944 of 1990 (afhankelijk van de plaats). Stroomafwaarts van Lyon is dit de overstroming van 1856.

## Schade
Een aanhoudende, sterke zuidenwind veroorzaakte golfslag op de overstroomde gebieden. Deze droeg bij aan de vernieling van gebouwen en bemoeilijkte de reddingswerken. Bovendien waren veel woningen gemaakt van ongebakken aarde (pisé), waardoor ze gemakkelijker instortten.
In totaal werden meer dan 2.000 huizen vernield door het water. In het departement Saône-et-Loire waren 400 woningen vernield, in Ain bijna 1.000. Verschillende mensen verloren het leven.
Toen het water daar op 20 november eindelijk was weggetrokken stroomafwaarts van Avignon, liet het een onvruchtbare laag van zand en stenen van een meter dikte achter.

## Reactie
Na de overstroming werd binnen het ministerie van Openbare Werken een speciale dienst voor de Rhône opgericht. De ingenieurs van deze dienst moesten instaan voor de organisatie van het aanleggen van dijken langs de Rhône. Er werden in de volgende jaren veel dijken gebouwd. Dit gebeurde echter zonder veel overleg en dit werkte contraproductief. De rivier werd ingesnoerd en bij de overstromingen van 1856 braken verschillende dijken bij stedelijke centra omdat het water zich stroomopwaarts niet meer kon verspreiden over zijn natuurlijke overstromingsgebieden.

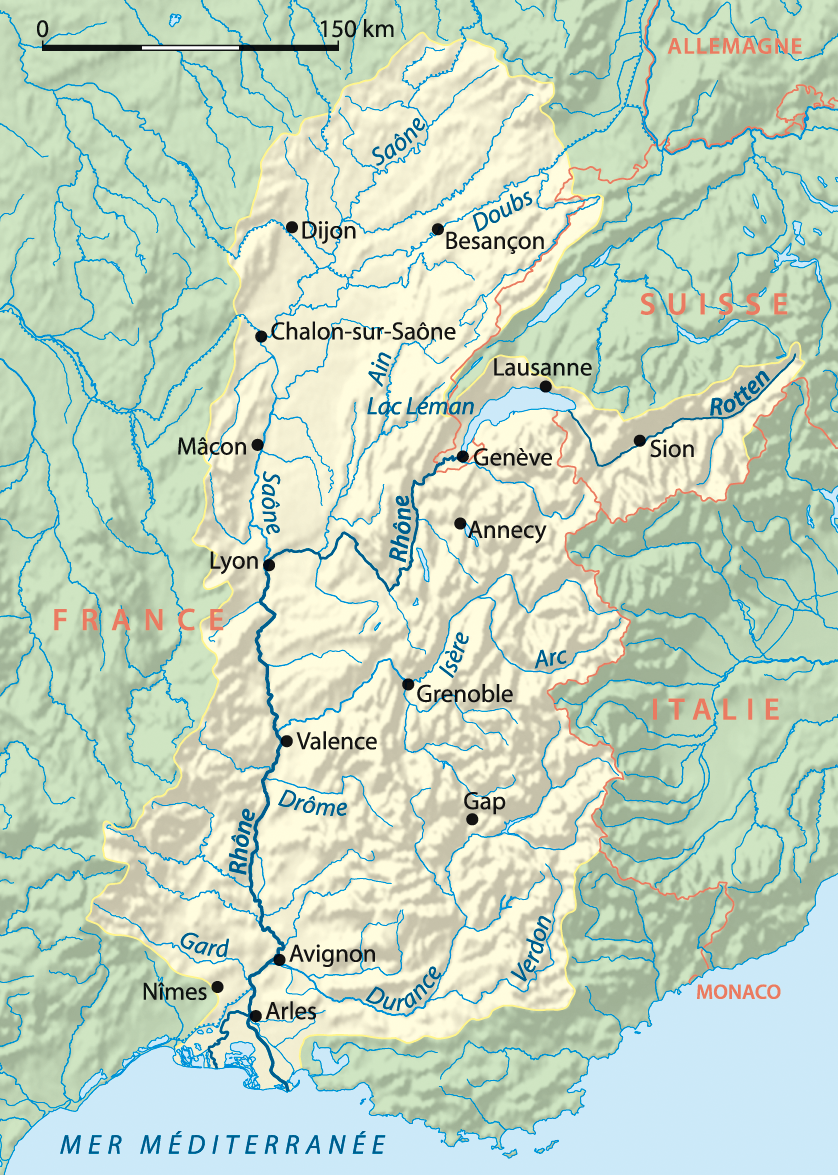
Het stroomgebied van de Rhône met de voornaamste steden